# Leptoconops nivalis
Leptoconops nivalis är en tvåvingeart som beskrevs av Smee 1966. Leptoconops nivalis ingår i släktet Leptoconops och familjen svidknott. Inga underarter finns listade i Catalogue of Life.